# Ármáres
Ármáres, Armârôs (arámiul: תרמני, görögül: Αρεαρώς) a 200 bukott angyal (Virrasztók vagy Grigorik) 20 vezérének egyike Énok könyvében. Nevének jelentése ’átkozott’ vagy ’elátkozott’. Az Ármáres név valószínűleg egy hibás görög fordítás az arámi verzióból; Armoni lehet az eredeti. Michael Knibb, a King’s College London professzora szerint nevének jelentése ’Hermonból való’.

„Ezután mind megesküdtek és a reá jövő átkok alá közösen kötötték magukat. 6. Teljes számban kétszázan voltak, akik Járed idejében alászálltak az Árdiszra, ami a Hermon hegyének csúcsa. Azt a hegyet azért Hermonnak hívják, mert annak csúcsán esküdtek meg és vetették magukat közös átok alá.”

– Énok könyve

## Fordítás
- Ez a szócikk részben vagy egészben  az   Armaros című angol Wikipédia-szócikk fordításán alapul.  Az eredeti cikk szerkesztőit annak laptörténete sorolja fel. Ez a jelzés csupán a megfogalmazás eredetét és a szerzői jogokat jelzi, nem szolgál a cikkben szereplő információk forrásmegjelöléseként.